# Americorophium spinicorne
Americorophium spinicorne är en kräftdjursart som först beskrevs av William Stimpson 1857.  Americorophium spinicorne ingår i släktet Americorophium och familjen Corophiidae. Inga underarter finns listade i Catalogue of Life.